# Кројцау
Кројцау (њем. Kreuzau) општина је у њемачкој савезној држави Северна Рајна-Вестфалија. Једно је од 15 општинских средишта округа Дирен. Према процјени из 2010. у општини је живјело 17.868 становника. Посједује регионалну шифру (AGS) 5358028, NUTS (DEA26) и LOCODE (DE KZU) код.

## Географски и демографски подаци
Кројцау се налази у савезној држави Северна Рајна-Вестфалија у округу Дирен. Општина се налази на надморској висини од 142 – 360 метара. Површина општине износи 41,7 km². У самом мјесту је, према процјени из 2010. године, живјело 17.868 становника. Просјечна густина становништва износи 428 становника/km².

## Међународна сарадња
| Мјесто    | Држава    | Врста сарадње | Од    |
| --------- | --------- | ------------- | ----- |
|           | Француска | партнерство   | 1996. |
| Оберфелах | Аустрија  | партнерство   | 1991. |
| Извор     |           |               |       |